# Samuel D. Ingham

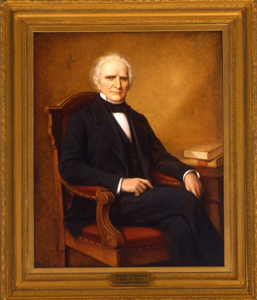
Porträt von Samuel D. Ingham im Finanzministerium

Samuel Delucenna Ingham (* 16. Juni 1779 in New Hope, Bucks County, Pennsylvania; † 5. Juni 1860 in Trenton, New Jersey) war ein US-amerikanischer Politiker, der dem Kabinett von US-Präsident Andrew Jackson als Finanzminister angehörte.

## Familie und berufliche Laufbahn
Ingham entstammte einer Farmerfamilie und genoss nur eine kurze Schulausbildung. In seiner Jugend war er in einer Papierfabrik tätig. Nach dem Tod seines Vaters half er zunächst auf der elterlichen Farm, ehe er 1798 nach New Jersey ging, um in einer Papiermühle zu arbeiten. Nach seiner Rückkehr gründete er seine eigene Papiermühle in seiner Heimatstadt.
Nach seinem Ausscheiden als Finanzminister widmete er sich ab 1831 wieder verschiedenen Geschäftstätigkeiten als Papierfabrikant sowie als Anteilseigner an Anthrazitminen.

## Politische Laufbahn

### Parlamentarier in Pennsylvania und Kongressabgeordneter
Er begann seine politische Laufbahn 1806 mit der Wahl zum Abgeordneten des Repräsentantenhauses von Pennsylvania, dem er bis 1808 angehörte. 1813 erfolgte erstmals seine Wahl zum Abgeordneten des US-Repräsentantenhauses. Dort vertrat er zunächst bis 1818 den sechsten Kongresswahlbezirk seines Heimatstaates. Danach war er ein Jahr Mitarbeiter des Bezirksgerichts im Bucks County. Zwischen Oktober 1819 und Dezember 1820 gehörte er dann als Secretary of the Commonwealth der Staatsregierung von Pennsylvania an.
1822 wurde Ingham zunächst als Vertreter des sechsten Wahlbezirks und dann ab 1823 als Abgeordneter des achten Distrikts erneut in das Repräsentantenhaus gewählt, dem er dann bis 1829 angehörte. Anfangs gehörte er der Demokratisch-Republikanischen Partei an; nach deren Auflösung wurde er Mitglied der Demokraten.
Während seiner Abgeordnetenzeit war er mehrfach Vorsitzender von Parlamentsausschüssen. Von 1813 bis 1815 war er zunächst Vorsitzender des Komitees für Pensionen und Schadensersatzansprüche und dann im Anschluss von 1815 bis 1818 sowie von 1825 bis 1829 Vorsitzender des Postausschusses. 1817 bis 1818 war er zusätzlich Vorsitzender des Ausschusses für Ausgaben des Postwesens.

### Finanzminister unter Präsident Jackson
Am 6. März 1829 berief ihn US-Präsident Andrew Jackson als Finanzminister in sein Kabinett. Während Jacksons Amtszeit kam es zu einer industriellen Erweiterung in den USA, die zu einem Symbol für eine neue Regierung zu Gunsten des einfachen Bürgers wurde. Gleich zu Beginn der Tätigkeit als Minister wurde er von Jackson mit der Auflösung der Second Bank of the United States betraut, da der Präsident, aber auch viele andere Politiker, diese als verfassungswidrig und als gefährliches Monopol ansah. Jackson war zugleich auch Gegner von Papiergeld und Befürworter von Münzgeld im Geldkreislauf und der Ansicht, dass die Verfassung die Ausgabe von Papiergeld im Währungssystem ausschloss.
Auf der anderen Seite war Ingham ein Befürworter der Second Bank und versuchte vergeblich zwischen Jackson und dem Präsidenten der Bank, Nicholas Biddle, zu vermitteln.
Am 20. Juni 1831 trat er zusammen mit anderen Ministern aufgrund der sogenannten "Petticoat Affair" um die Ehefrau des damaligen Kriegsministers John Henry Eaton zurück. Nachfolger als Finanzminister wurde Louis McLane. 1840 wurde er zum Mitglied der American Philosophical Society.